# Ладиженська Ольга Олександрівна
Óльга Олександрівна Ладиженська (7 березнь 1922, Кологрив, Костромська губернія, РРФСР, СРСР — 12 січня 2004, Санкт-Петербург) — радянська та російська математикиня, фахівчиня в галузі дифференційних рівнянь, академік АН СРСР (1990), академік РАН (1991).
Авторка понад 200 наукових робіт, серед яких 6 монографій.

## Біографія
Народилася в сім'ї шкільного вчителя математики, колишнього офіцера російської армії. Її дід по батьковій лінії, Іван Олександрович Ладиженський, був братом відомого російського художника академіка живопису Г. А. Ладиженського.
У 1939 році намагалася вступити до математико-механічного факультету Ленінградського університету (ЛДУ), але не була прийнята, як дочка репресованого (її батько А. І. Ладиженський був розстріляний в 1937 році, дядько — головний інженер заводу «Іжсталь» — Н. І . Ладиженський також репресований і загинув у таборі, згодом про їхні долі було розказано в «Архіпелазі Гулаг» А. І. Солженіцина, а сама вона згадана автором в списку 257 «свідків Архіпелагу»). Вступила в Педагогічний інститут, два курси якого закінчила до початку війни (1941).
У 1943 році вступила на механіко-математичний факультет Московського державного університету, який закінчила з відзнакою в 1947 році (науковий керівник — І. Г. Петровський). В цьому ж році одружилася й переїхала в Ленінград, де закінчила аспірантуру в ЛДУ під керівництвом С. Л. Соболєва. У 1949 році захистила кандидатську дисертацію. У 1950 році перейшла на роботу на фізичний факультет ЛДУ. У 1954 році стала співробітницею Ленінградського відділення Математичного інституту ім. В. А. Стеклова АН СРСР (ЛВМІ).
З 1955 року до кінця життя — професор кафедри вищої математики і математичної фізики фізичного факультету ЛДУ. Читала спецкурс «Теорія крайових задач», вела спецсемінар «Нелінійні крайові задачі». З 1962 — завідувачка лабораторією математичної фізики помідо РАН.
З 29 грудня 1981 — член-кореспондент АН СРСР по Відділенню математики. З 15 грудня 1990 — академік АН СРСР.
З 1990-го по 1998 рік — президент Санкт-Петербурзького математичного товариства. Почесний член Санкт-Петербурзького математичного товариства.
Член Європейської Академії. Член Національної академії деї Лінчеї (Італія, 1989). Іноземний член Німецької академії природничих наук Леопольдіна (1985) і Американської академії наук і мистецтв в Бостоні (2001). Почесний доктор Боннського університету.
Дітей у О. А. Ладиженської не було.

## Наукова діяльність
Математичні роботи О. А. Ладиженської, яка була однією з видатних математикинь XX століття, охоплюють широкий спектр проблем теорії диференціальних рівнянь в частинних похідних, в тому числі рішення 19-ї і 20-ї проблем Гільберта (для рівнянь другого порядку), роботи з теорії стійкості задач гідродинаміки. Висунуті О. А. Ладиженською концепції багато в чому визначили розвиток і сучасний стан математичної фізики.
Праці О. А. Ладиженської широко відомі за кордоном і отримали високу оцінку. Її математичні роботи часто цитуються в англомовній математичній літературі з теорії диференціальних рівнянь з частинними похідними і математичної фізики. Авторка понад 250 робіт, в тому числі 6 монографій і підручника «Крайові задачі математичної фізики».

## У творчості А.І.Солженіцина
У «Архіпелазі ГУЛАГ» Олександр Солженіцин включив Ольгу Олександрівну Ладиженську в список 257 свідків, «чиї розповіді, листи, мемуари та поправки використані при створенні цієї книги». Можливо, з її слів описана доля її батька, кологрівського вчителя А. І. Ладиженського, якого попередив невідомий: «Олександр Іванович, їдь, ти в списках», але він не повірив, залишився і був заарештований через кілька днів [5] і доля її дядька, головного інженера військових іжевських заводів Миколи Івановича Ладиженського, якого спочатку заарештували за те, що вважав суми, відпущені заводу, недостатніми, потім випустили під домашній арешт, бо не було кому працювати, а потім заарештували «за неправильне використання сум», яких так і не вистачило [6].

## Нагороди і премії
- Премія імені П. Л. Чебишева (спільно з Уральцевой Ніною Миколаївною) (1966) — за роботу «Лінійні і квазілінійні рівняння еліптичного типу»
- Державна премія СРСР (1969)
- Премія імені С. В. Ковалевської (1992) — за цикл робіт «Аттрактори для напівгруп і еволюційних рівнянь»
- ICM Emmy Noether Lecture [en] (1994)
- Лекція Джона фон Неймана (1998)
- Орден Дружби (1999)
- Велика золота медаль імені М. В. Ломоносова (2002) — за видатні досягнення в області теорії диференціальних рівнянь в приватних похідних і математичної фізики
- Премія Уряду Санкт-Петербурга і Санкт-Петербурзького Наукового центру РАН імені А. Ф. Іоффе

## Пам'ять
Похована на Комаровському селищному кладовищі.
У Санкт-Петербурзькому математичному товаристві заснована стипендія імені О. А. Ладиженської.

## Вибрані праці
1. Математические вопросы динамики вязкой несжимаемой жидкости. — М.: Государственное издательство физико-математической литературы, 1961.
2. Краевые задачи математической физики. — М.: Наука, Гл. ред. физико-математической лит-ры, 1973.
3. with N. Uraltseva. Linear and Quasilinear Elliptic Equations. — Moscow: Izdat. Nauka, 1964; Engl. trans., New York-London: Academic Press, 1968.
4. The Mathematical Theory of Viscous Incompressible Flow. — Moscow: Gosudarstv. Izdat. Fiz.-Mat. Lit., 1961; Engl. trans., New York-London-Paris: Gordon and Breach, Science Publishers, 1969.
5. with V. A. Solonnikov and N. N. Uraltseva. Linear and Quasilinear Equations of Parabolic Type. — Moscow: Izdat. Nauka, 1968; Engl. trans., Translations of Mathematical Monographs, Vol. 23. Providence, R.I.: American Mathematical Society, 1967.
6. Solution ‘in the large’ of the nonstationary boundary value problem for the Navier-Stokes system with two space variables // Comm. Pure Appl. Math., 12 (1959), P. 427—433.